# Pseudoleskea atricha
Pseudoleskea atricha là một loài Rêu trong họ Leskeaceae. Loài này được (Kindb.) Kindb. mô tả khoa học đầu tiên năm 1893.